# Routine (Shiva)
Routine è il secondo EP del rapper italiano Shiva, pubblicato il 31 gennaio 2020 dalla Jive Records e dalla Sony Music.

## Tracce
1. Domani – 3:17
2. Chance (feat. Capo Plaza) – 3:02
3. Figlio della calle – 3:05
4. Milano Ovest (feat. Marracash) – 2:51
5. Scarabeo – 2:57
6. Calmo (feat. Tha Supreme) – 2:31
7. Diario di Noel – 3:06

## Classifiche

### Classifiche settimanali
| Classifica (2020) | Posizione massima |
| ----------------- | ----------------- |
| Italia            | 2                 |

### Classifiche di fine anno
| Classifica (2020) | Posizione |
| ----------------- | --------- |
| Italia            | 76        |